# Hugues (fils de Lothaire II)
Pour les articles homonymes, voir Hugues.
Hugues ou Hugo né entre 855 et 860, mort après 895 à l'abbaye de Prüm, est un fils illégitime de Lothaire II, premier roi de Lotharingie et de sa concubine Waldrade.

## Biographie
Son père le fit duc d'Alsace en 867. À la mort de ce dernier, en 869, il ne put hériter du royaume de son père en raison de sa bâtardise et l'Alsace, incluse dans la part de Louis le Germanique, lui fut retirée.
Il tenta à plusieurs reprises de récupérer ses biens et ceux de son père, notamment en 877/878 et en 880, mais échoua à chaque fois. Il fut excommunié en 878 par le pape VIII pour avoir usé de violence envers des évêques. En 885, Charles III le Gros lui fait crever les yeux et enfermer à l'abbaye de Saint-Gall puis à l'abbaye de Prüm où il mourut vers 895.